# Peter Kay

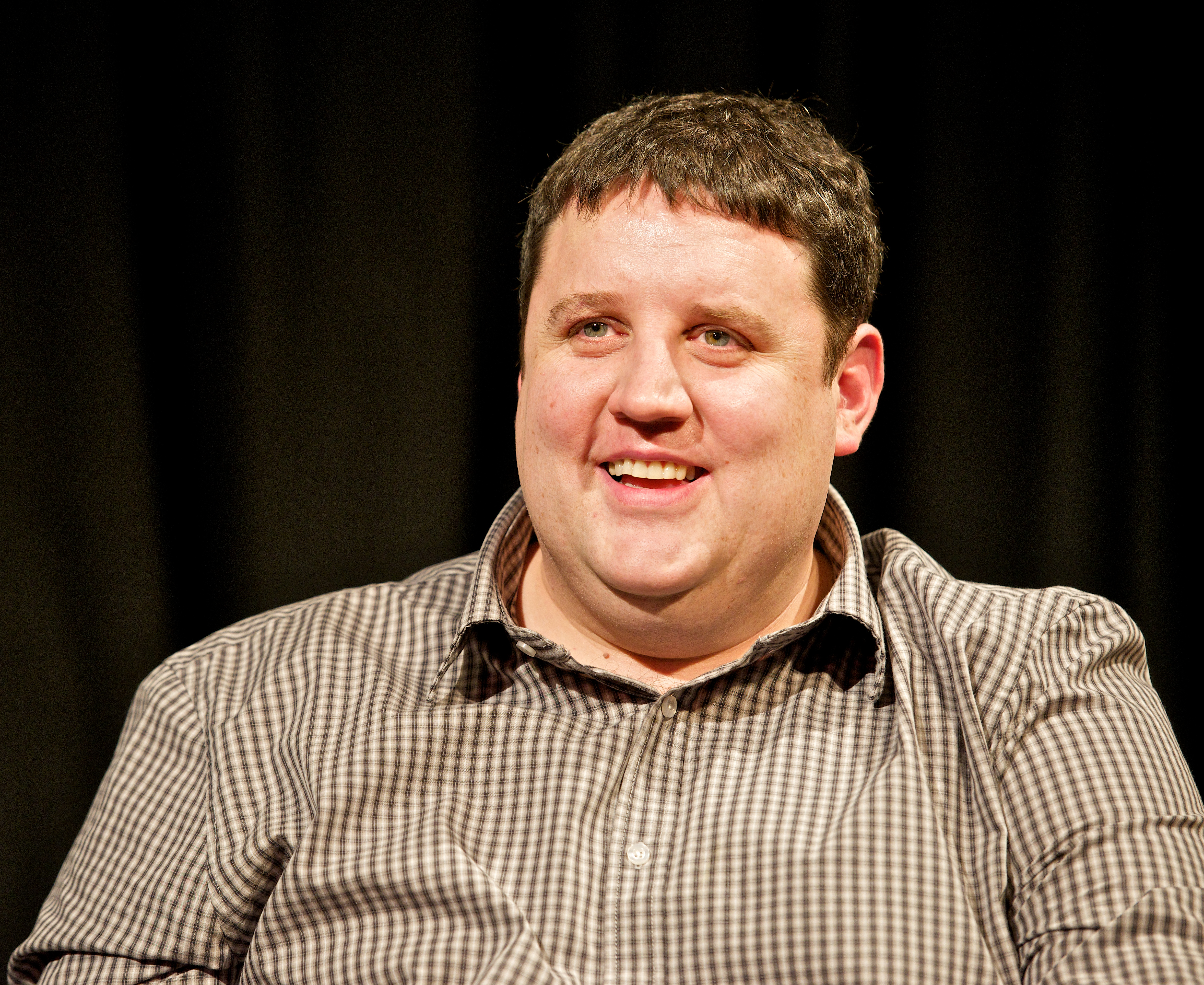
Peter Kay (2012)

Peter Kay (* 2. Juli 1973 in Bolton) ist ein britischer Komiker.

## Karriere
Kay ist seit 1999 in verschiedenen britischen Fernsehserien und Spielfilmen zu sehen. 2002 gewann er als Autor des Jahres den British Comedy Award und war für seine Rolle in der Serie Phoenix Nights als bester Schauspieler nominiert.
Im Jahr darauf erhielt er für diese Serie zwei Nominierungen für den BAFTA-Award.
Für die Benefizaktion Comic Relief nahm er zusammen mit Tony Christie Anfang 2005 dessen Hit Is This the Way to Amarillo? neu auf. Am 26. März 2005 erreichte diese Single Platz 1 der britischen Singlecharts.
Dieses Kunststück gelang ihm 2007 ein weiteres Mal, als er sich zusammen mit dem Schauspieler Matt Lucas den Song I'm Gonna Be (500 Miles) von den Proclaimers vornahm. In ihren Serienrollen als Brian Potter (Peter Kay in Phoenix Nights) und Andy Pipkin (Matt Lucas in Little Britain) nahmen sie zusammen mit den beiden Schotten das Lied neu auf und eroberten damit ebenfalls Platz 1 der UK-Charts. Zwar war die Single nur inoffiziell zu Gunsten von Comic Relief, sie war aber erfolgreicher als der offizielle Song der Sugababes und Girls Aloud.
2008 produzierte er eine zweistündige Sitcom-Parodie auf die diversen Casting-Shows im Fernsehen mit dem Titel „Peter Kay's Britain's Got the Pop Factor... and Possibly a New Celebrity Jesus Christ Soapstar Superstar Strictly on Ice“. Er selbst spielte darin die Rolle der Kandidatin Geraldine McQueen. Ihr „Winner's Song“, geschrieben von Kay und Gary Barlow, wurde ein Nummer-2-Hit in der britischen Hitparade. In der Weihnachtswoche folgte mit Once Upon a Christmas Song ein weiterer Top-5-Hit.
Eine weitere Benefizsingle folgte im Jahr darauf. Im November 2009 erschien The Official BBC Children in Need Medley zugunsten der Kinderhilfsorganisation Children in Need. Unter dem Namen Peter Kay's Animated All Star Band wurden die Synchronstimmen von über 100 Puppen- und Comicfiguren zusammengemischt zu einem Medley bekannter Popsongs von den Beatles bis zu den Pussycat Dolls. Die Figuren sind auch im zugehörigen Video und auf dem Singlecover zu sehen, das genauso gestaltet wurde wie das von Sgt. Pepper’s Lonely Hearts Club Band. Zwei Jahre wurde an dem aufwändigen Projekt geplant und acht Monate dauerte die Fertigstellung.
Am 23. April 2024 ist zur Eröffnung der neugebauten Mehrzweckhalle Co-op Live ein Auftritt des Komikers geplant.